# Jean-Pierre Salignon
Jean-Pierre Salignon (Chaabet El Ham, 1º gennaio 1928 – Marsiglia, 9 marzo 2012) è stato un cestista francese.

## Carriera
Con la Francia ha disputato i Giochi olimpici di Helsinki 1952, i Campionati mondiali del 1950 e due edizioni dei Campionati europei (1949, 1951).